# MFK Spartak Moscú
El MFK Spartak (del ruso: МФК «Спартак») es la sección profesional de fútbol sala del Spartak Moscú. El equipo fue fundado en 1992 como Minkassatsiya y adoptó su denominación actual entre 2000 y 2008 y desde 2013.

## Historia
El MFK Spartak fue fundado en 1992 como Minkassatsiya y adoptó su denominación actual entre 2000 y 2008 y desde 2013. Sin embargo, en el diario moscovita Sport-Express aseguró que el nuevo club no tiene ninguna relación con el club que existía en 1992-2008. El club fue campeón de Rusia en la temporada 2000/01, ganador de la Copa y Supercopa de Rusia.

### Nombres del club
- Minkassatsiya (Минкассация) - 1992
- Minkas Moskva (Минкас Москва) - 1993—1998
- Spartak Minkas (Спартак-Минкас) - 1999
- Spartak Moskva (Спартак Москва) - 2000—2008
- Spartak Ruza (Спартак Руза) - 2008
- Spartak Moskva (Спартак Москва) - desde 2008

## Palmarés
- Superliga Rusa (1): 2000/01
- Copa de Rusia (2): 1994, 2002
- Supercopa de Rusia (1): 2003